# Nahý mezi vlky (film, 2015)
Nahý mezi vlky (německy Nackt unter Wölfen) je německý televizní film z roku 2015. Jedná se o historické drama režiséra Philippa Kadelbacha, popisující události z koncentračního tábora v době druhé světové války.
Film je založen na stejnojmenném románu Bruna Apitze, vydaném v roce 1958 ve Východním Německu. Jedná se o třetí filmové zpracování náměstu po verzi z roku 1963. Scény z koncentračního tábora se natáčely v příbramském dole Vojna. Ve snímku hraje několik českých herců, včetně ústřední postavy malého chlapce.

## Plot
Děj filmu se odehrává v letech 1944 až 1945 na sklonku druhé světové války v koncentračním táboře Buchenwald.
Ústředním motivem se kromě přežití vězňů stává ukrývání malého židovského chlapce (Vojta Vomáčka), který byl zachráněn z ghetta v Polsku. Pro některé vězně se chlapec stal smyslem života. Německý velitel lágru se doslechne o chlapci a začne po něm pátrat. Používá při tom kruté metody, tresty a mučení na již tak soužených vězních. Vězňům se pokaždé podaří chlapce schovat (v kufru) a těsně se tak vyhnout prozrazení. Vždy jsou, i přes udání jednoho ze spoluvězňů, o jediný krok před odhalením nacistickými dozorci a hněvivým velitelem.
Chlapec je nakonec odhalen, a vězni, kteří jej ochraňovali, mají být popraveni. Jsou však na poslední chvíli osvobozeni spojeneckými vojáky v dramatickém, ale již očekávatelném zvratu událostí.

## Obsazení a role
- Florian Stetter – Hans Pippig
- Peter Schneider – André Höfel
- Sylvester Groth – Helmut Krämer
- Sabin Tambrea – Hermann Reineboth
- Robert Gallinowski – Robert Kluttig
- Rainer Bock – Alois Schwahl
- Rafael Stachowiak – Marian Kropinski
- Thorsten Merten – Hans Bochow
- Vojta Vomáčka – malý chlapec